# Rhantus frontalis
Rhantus frontalis là một loài bọ cánh cứng trong họ Bọ nước. Loài này được Marsham miêu tả khoa học năm 1802.

## Hình ảnh

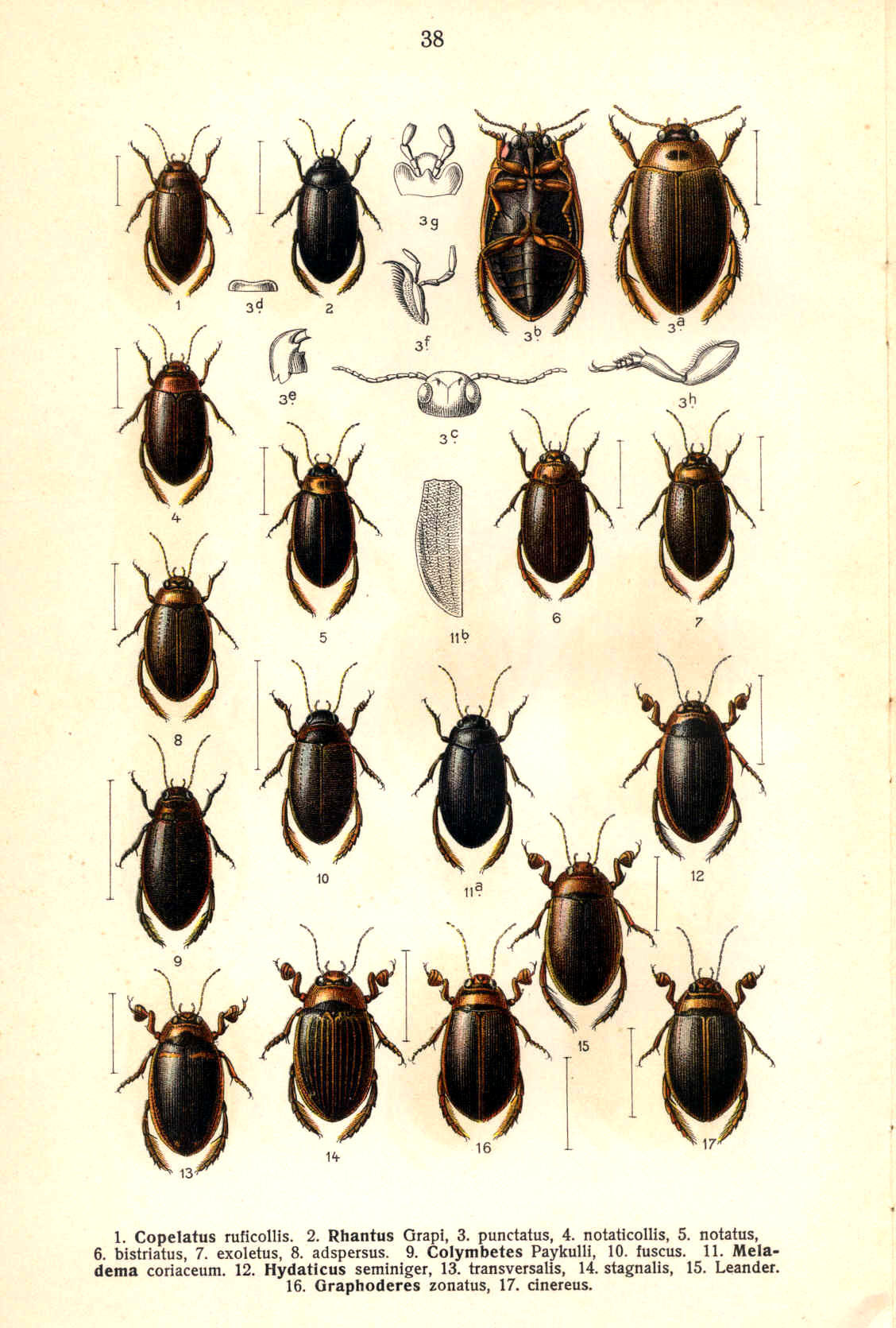
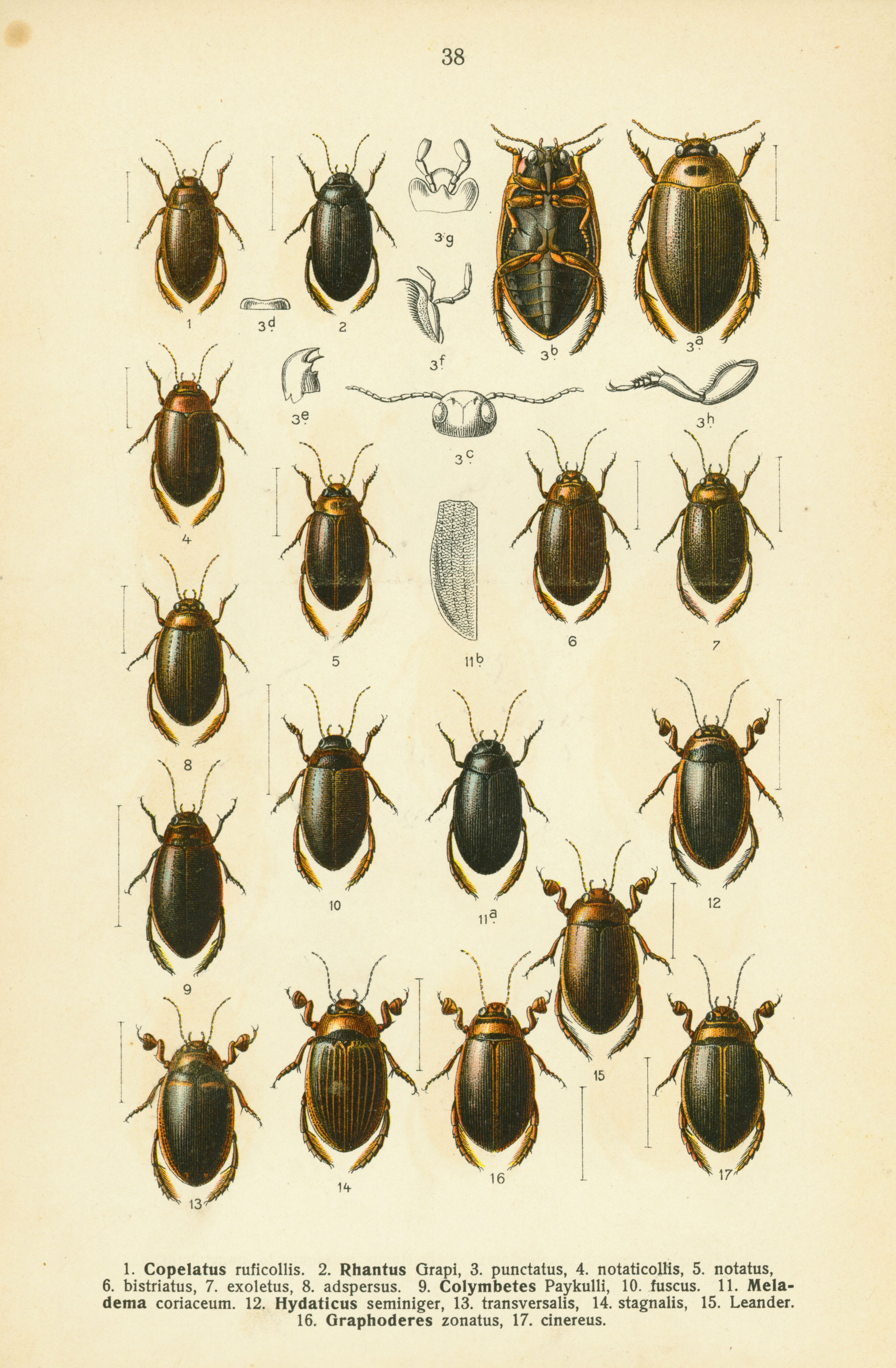